# Ботанический сад Куритибы
Ботани́ческий сад Курити́бы (порт. Jardim Botânico de Curitiba, также известный как Ботанический сад имени Фаншетты Ришбитер Jardim Botânico Fanchette Rischbieter) — ботанический сад города Куритиба, столицы штата Парана, крупнейшего города в южном регионе Бразилии.
Сад является главной достопримечательностью города и вмещает в себя часть университетского городка Федерального университета Параны; является неофициальным символом города и всей Южной Бразилии.

## История
Сад был открыт в 1991 году и создавался в стиле французского сада; благодаря этому после входа в него взору посетителей предстают обширные сады с огромными цветочными клумбами, фонтанами, водопадами и озёрами. Общая площадь сада составляет 240 000 кв. м.
На территории сада располагается оранжерея с редкими разновидностями растений. Её здание — металлическая конструкция в стиле модерн — было построено по подобию Хрустального дворца в Лондоне. Площадь главной оранжереи составляет 458 кв. м.

## Ботанический музей Куритибы
Ботанический музей Куритибы (порт. Museu Botânico de Curitiba) представляет национальную коллекцию местной флоры, где выставлены уникальные гербарии, привлекающие исследователей со всего мира. Коллекция включает в себя множество ботанических разновидностей из атлантических лесов восточной Бразилии.